# 趙彥來
趙彥來（韓語：조언래，1986年10月1日—），韓國男子乒乓球運動員，曾代表韓國參與多項國際賽事。
青少年時期曾獲得兩屆世界青少年乒乓球錦標賽亞軍，轉入職業後則奪下了國際桌總職業巡迴賽巴西公開賽的冠軍頭銜。

## 主要比賽最佳成績

### 單打
- 世界錦標賽：三十二強（2011年、2013年）
- 亞洲錦標賽：十六強（2009年）
- 世界巡迴賽：冠軍（2006年巴西公開賽）
- 東亞運動會：半準決賽（2009年）
- 世界青少年錦標賽：亞軍（2003年、2004年）
- 亞洲青少年錦標賽：準決賽（2004年）

### 雙打
- 世界錦標賽：六十四強（2013年）
- 世界巡迴賽：冠軍（2007年卡達公開賽、2007年巴西公開賽）
- 世界巡迴賽年終賽：半準決賽（2007年）
- 東亞運動會：準決賽（2013年）
- 世界青少年錦標賽：準決賽（2004年）
- 亞洲青少年錦標賽：冠軍（2003年）

### 混雙
- 世界錦標賽：半準決賽（2013年）
- 東亞運動會：半準決賽（2009年）
- 世界青少年錦標賽：準決賽（2003年、2004年）

### 團體
- 世界錦標賽：準決賽（2010年）
- 世界團體錦標賽：第五名（2013年）
- 亞洲錦標賽：亞軍（2005年）
- 東亞運動會：亞軍（2013年）
- 世界青少年錦標賽：亞軍（2004年）